# Orogenia varisca

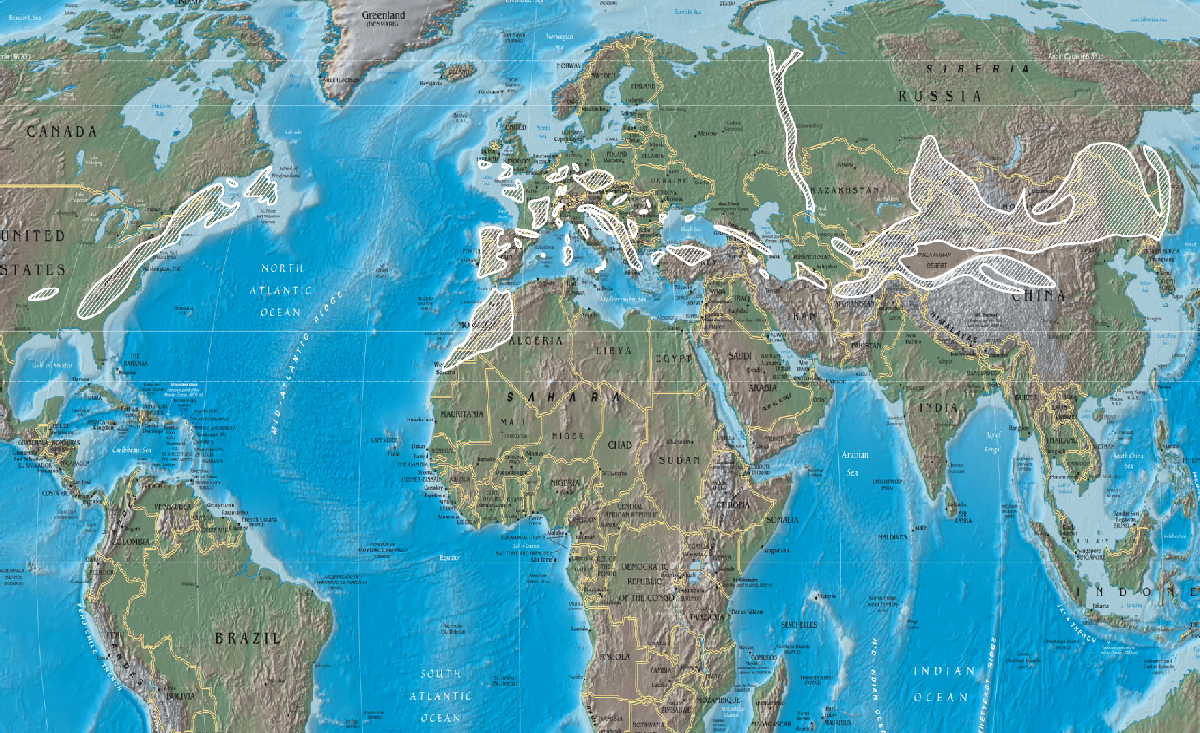
Distribución de la orogenia varisca sobre un mapa con la distribución actual de los continentes.

La orogenia varisca o hercínica, también denominada herciniana, es un evento geológico de formación de montañas, debido al movimiento de las placas tectónicas sobre el manto terrestre, que se produjo al final del Paleozoico, entre finales del Devónico (hace unos 380 millones de años) y mediados del Pérmico (unos 280 millones de años), durando en total unos 100 millones de años. Fue el producto de la colisión entre las grandes masas continentales de Euramérica (o Laurasia) y Gondwana, incluyendo las masas más pequeñas de Armórica y Avalonia, y supuso una parte significativa en la integración del supercontinente Pangea. En las zonas donde los continentes colisionaron se estima que se debieron formar sistemas montañosos de similar altitud al actual Himalaya.
Las cordilleras formadas por el plegamiento varisco se desmantelaron por la erosión de sus relieves entre el final del Pérmico y parte del Mesozoico, formándose penillanuras que sirvieron de zócalo rígido para la sedimentación mesozoica y cenozoica posterior. Los restos se han dividido en macizos independientes a causa de la fragmentación posterior de Pangea por la apertura del Atlántico, la formación del Mediterráneo y la orogenia Alpina.
El orógeno varisco tiene una distribución europea, desde la península ibérica hasta los Balcanes, lo que representa una longitud de más de 3000 km, con una anchura de entre 700 y 900 km. Sin embargo, en la formación de Pangea se asocian también otros orógenos relacionados y de edades similares, como los del norte de África, Mauritania, los Urales y sur de los Apalaches (orogenia alegenia).
La sección de la orogenia varisca más completa y mejor expuesta para su estudio se encuentra en el Macizo Ibérico, en la península ibérica, en el que afloran rocas y estructuras tanto de las zonas internas como de los dos flancos de la antigua cordillera.